# Nati nel 1972/Settembre
| Questa pagina contiene informazioni ricavate automaticamente dalle voci biografiche con l'ausilio del template Bio e di un bot. L'aggiornamento è periodico e automatico e ricostruisce completamente la pagina. Se manca una persona in questa lista, sei pregato di non aggiungerla, ma accertati piuttosto che la sua voce biografica contenga il template Bio e che i dati anagrafici siano correttamente compilati. Se il template Bio manca, inseriscilo tu stesso o, in alternativa, metti l'avviso {{tmp\|Bio}} che ne segnala la mancanza. Se i dati riportati sono sbagliati, correggi direttamente la voce biografica; le modifiche saranno visibili in questa lista entro pochi giorni. Per chiarimenti vedi il progetto biografie. La lista contiene solo le 357 persone che sono citate nell'enciclopedia e per le quali è stato implementato correttamente il template Bio. Pagina aggiornata al 18 ago 2025. |

- 1º settembre - Neal Ardley, allenatore di calcio e ex calciatore inglese
- 1º settembre - Josh Davis, ex nuotatore statunitense
- 1º settembre - Margherita Parini, ex snowboarder italiana
- 1º settembre - Buzz Williams, allenatore di pallacanestro statunitense
- 1º settembre - Doug Williams, wrestler britannico
- 1º settembre - Alon Yefet, arbitro di calcio israeliano
- 2 settembre - Khaled Al Zaher, ex calciatore siriano
- 2 settembre - Pasquale Baccaro, militare italiano († 1993)
- 2 settembre - Søren Colding, ex calciatore danese
- 2 settembre - Mefin Davies, ex rugbista a 15 e allenatore di rugby britannico
- 2 settembre - Mauro Denigris, giornalista italiano
- 2 settembre - Silvia Gemignani, triatleta italiana
- 2 settembre - Jermaine Guice, ex cestista statunitense
- 2 settembre - Vuokko Hovatta, cantante finlandese
- 2 settembre - Sargis Hovsep'yan, allenatore di calcio e ex calciatore armeno
- 2 settembre - Kim Keon-hee, imprenditrice sudcoreana
- 2 settembre - Nicolette Krebitz, attrice, regista e sceneggiatrice tedesca
- 2 settembre - Massimo Morganti, trombonista, compositore e direttore d'orchestra italiano
- 2 settembre - Elżbieta Nowak, ex cestista polacca
- 2 settembre - Katarína Studeníková, ex tennista slovacca
- 3 settembre - Christine Boudrias, ex pattinatrice di short track canadese
- 3 settembre - Carlo Damasco, arbitro di rugby a 15 e ex rugbista a 15 italiano
- 3 settembre - Gianluca Esposito, musicista e compositore italiano
- 3 settembre - Natalia Estrada, attrice e conduttrice televisiva spagnola
- 3 settembre - Gu Gyo-dong, schermidore sudcoreano
- 3 settembre - Jonathan Hickman, scrittore e fumettista statunitense
- 3 settembre - Sergej Loban, regista russo
- 3 settembre - Tim Lobinger, astista tedesco († 2023)
- 3 settembre - Alberto Marini, sceneggiatore, regista cinematografico e produttore cinematografico italiano
- 3 settembre - Roland Ramoser, ex hockeista su ghiaccio italiano
- 3 settembre - Martin Straka, ex hockeista su ghiaccio e dirigente sportivo ceco
- 4 settembre - Predrag Gajic, ex calciatore croato
- 4 settembre - Andrea Guerra, allenatore di calcio e ex calciatore italiano
- 4 settembre - Frode Hansen, ex calciatore norvegese
- 4 settembre - Markku Larkio, ex cestista finlandese
- 4 settembre - Leomacs, fumettista italiano
- 4 settembre - Daniel Nestor, ex tennista canadese
- 4 settembre - Carlos Ponce, attore, doppiatore e musicista portoricano
- 4 settembre - Svante Samuelsson, dirigente sportivo e ex calciatore svedese
- 4 settembre - Diego del Río, ex tennista argentino
- 4 settembre - Raimondas Žutautas, allenatore di calcio e ex calciatore lituano
- 5 settembre - Salaheddine Bassir, ex calciatore marocchino
- 5 settembre - Tom Carter, ex giocatore di football americano statunitense
- 5 settembre - Roberto Casoli, ex cestista e allenatore di pallacanestro italiano
- 5 settembre - Leonardo Díaz, ex calciatore argentino
- 5 settembre - Marco Dodoni, pesista italiano
- 5 settembre - Bouchaïb El Ahrach, arbitro di calcio marocchino
- 5 settembre - Carmen Iovine, ex cestista italiana
- 5 settembre - James Ives, ex slittinista canadese
- 5 settembre - Paolo Jannacci, musicista, compositore e arrangiatore italiano
- 5 settembre - Matteo Montani, pittore e scultore italiano
- 5 settembre - Larry Pegram, pilota motociclistico statunitense
- 5 settembre - Miloslav Penner, calciatore ceco († 2020)
- 5 settembre - Massimo Ravazzolo, ex rugbista a 15 e allenatore di rugby a 15 italiano
- 5 settembre - Julián Vásquez, ex calciatore colombiano
- 6 settembre - Dylan Bruno, attore statunitense
- 6 settembre - Roberto Cartes, ex calciatore cileno
- 6 settembre - Vjačeslav Daev, allenatore di calcio e ex calciatore russo
- 6 settembre - Idris Elba, attore, produttore cinematografico e disc jockey britannico
- 6 settembre - Jacob Aaron Estes, regista e sceneggiatore statunitense
- 6 settembre - Eugene Hütz, cantautore, chitarrista e disc jockey statunitense
- 6 settembre - Justina Machado, attrice statunitense
- 6 settembre - Rhys Millen, pilota automobilistico statunitense
- 6 settembre - China Miéville, scrittore, attivista e fumettista britannico
- 6 settembre - Anika Noni Rose, cantante e attrice statunitense
- 6 settembre - Tomokazu Seki, doppiatore e cantante giapponese
- 6 settembre - Dave Sitek, musicista, polistrumentista e produttore discografico statunitense
- 6 settembre - Eric Zeier, ex giocatore di football americano statunitense
- 7 settembre - Antonio Arias Alvarenga, arbitro di calcio paraguaiano
- 7 settembre - Sergio Chiesa, maratoneta e fondista di corsa in montagna italiano
- 7 settembre - Pablo Lavallén, allenatore di calcio e ex calciatore argentino
- 7 settembre - David Levithan, scrittore statunitense
- 7 settembre - Markus Münch, ex calciatore tedesco
- 7 settembre - Melissa Pasquali, nuotatrice italiana
- 7 settembre - Jean-Jacques Tizié, ex calciatore ivoriano
- 8 settembre - Vanesa Avaro, ex cestista argentina
- 8 settembre - Markus Babbel, allenatore di calcio e ex calciatore tedesco
- 8 settembre - Daniele Capezzone, giornalista, saggista e opinionista italiano
- 8 settembre - Peter Connelly, compositore britannico
- 8 settembre - Giovanni Frezza, attore italiano
- 8 settembre - Adrián Uribe, attore, conduttore televisivo e doppiatore messicano
- 8 settembre - Phil Laak, giocatore di poker statunitense
- 8 settembre - Anastasia Phillips, attrice e doppiatrice canadese
- 8 settembre - Ioamnet Quintero, ex altista cubana
- 8 settembre - Os du Randt, ex rugbista a 15 e allenatore di rugby a 15 sudafricano
- 8 settembre - Marcos Serrano, ex ciclista su strada spagnolo
- 8 settembre - Roots Manuva, rapper britannico
- 8 settembre - Paolo Tosato, politico italiano
- 9 settembre - Mónica Bosch, ex sciatrice alpina spagnola
- 9 settembre - Bryan Bronson, ex ostacolista statunitense
- 9 settembre - Peggy Büchse, ex nuotatrice tedesca
- 9 settembre - Jeff Hartings, ex giocatore di football americano statunitense
- 9 settembre - Peter Lindau, allenatore di calcio e ex calciatore svedese
- 9 settembre - Alberto Matano, giornalista, autore televisivo e conduttore televisivo italiano
- 9 settembre - Maksïm Nïzovcev, ex calciatore kazako
- 9 settembre - Miriam Oremans, ex tennista olandese
- 9 settembre - Xavier Pascual Vives, allenatore di pallacanestro spagnolo
- 9 settembre - Denis Petenev, ex cestista russo
- 9 settembre - Alexis Rubalcaba, ex pugile cubano
- 9 settembre - Salvatore Striano, attore italiano
- 9 settembre - Goran Višnjić, attore croato
- 9 settembre - Kimio Yamada, goista giapponese
- 10 settembre - Yoshinori Abe, ex calciatore giapponese
- 10 settembre - Miikka Anttila, copilota di rally finlandese
- 10 settembre - Daima Beltrán, judoka cubana
- 10 settembre - Mariano Bombarda, allenatore di calcio e ex calciatore spagnolo
- 10 settembre - James Duval, attore statunitense
- 10 settembre - Shawn Green, ex giocatore di baseball statunitense
- 10 settembre - Katarína Hasprová, cantante slovacca
- 10 settembre - Oliver Held, ex calciatore tedesco
- 10 settembre - João Carlos, ex calciatore brasiliano
- 10 settembre - Anurag Kasyap, regista, sceneggiatore e produttore cinematografico indiano
- 10 settembre - Marieme Lo, ex cestista senegalese
- 10 settembre - Daniele Musa, ex tennista italiano
- 10 settembre - Cherelle Parker, politica e giornalista statunitense
- 10 settembre - Roberto Pellandra, ex nuotatore sammarinese
- 10 settembre - Dejan Petković, allenatore di calcio e ex calciatore serbo
- 10 settembre - Gideon Raff, regista, sceneggiatore e produttore televisivo israeliano
- 10 settembre - Alessio Scarchilli, ex calciatore italiano
- 10 settembre - Bente Skari, ex fondista norvegese
- 10 settembre - Lady Violet, cantante italiana
- 10 settembre - Takeshi Watanabe, ex calciatore giapponese
- 10 settembre - Clifton Waugh, ex calciatore giamaicano
- 10 settembre - Steffen Wöller, ex slittinista tedesco
- 10 settembre - Platon Zacharčuk, allenatore di calcio e ex calciatore russo
- 11 settembre - Jevhen Braslavec', ex velista ucraino
- 11 settembre - Parviz Broumand, ex calciatore iraniano
- 11 settembre - Krasimir Dunev, ex ginnasta bulgaro
- 11 settembre - Gianluca Franchini, allenatore di calcio e ex calciatore italiano
- 11 settembre - Matthew Gilmore, ex pistard belga
- 11 settembre - Keith Gumbs, ex calciatore nevisiano
- 11 settembre - Francesco Italia, politico e attivista italiano
- 11 settembre - Mark James Klepaski, bassista statunitense
- 11 settembre - Rastislav Kostka, ex calciatore slovacco
- 11 settembre - Ervin Lamçe, allenatore di calcio e ex calciatore albanese
- 11 settembre - Filippo Maniero, allenatore di calcio, dirigente sportivo e ex calciatore italiano
- 11 settembre - Andreas Menger, allenatore di calcio e ex calciatore tedesco
- 11 settembre - Mark Pope, ex cestista e allenatore di pallacanestro statunitense
- 12 settembre - Anders Aukland, fondista e ex mezzofondista norvegese
- 12 settembre - Terrel Castle, ex cestista statunitense
- 12 settembre - Gideon Emery, attore e cantante britannico
- 12 settembre - Ferry de Haan, dirigente sportivo e ex calciatore olandese
- 12 settembre - Anatolie Nosatîi, ex militare e politico moldavo
- 12 settembre - Avijit Roy, scrittore e attivista bangladese († 2015)
- 13 settembre - Sulaiman Al-Mazroui, ex calciatore omanita
- 13 settembre - Lennart Bak, ex calciatore danese
- 13 settembre - Bang Soo-hyun, giocatrice di badminton sudcoreana
- 13 settembre - Alessandro Budroni, doppiatore e direttore del doppiaggio italiano
- 13 settembre - Andrea Causin, politico italiano
- 13 settembre - Kelly Chen, cantante e attrice cinese
- 13 settembre - Ángel Cuéllar, ex calciatore spagnolo
- 13 settembre - Florin Cârstea, ex calciatore rumeno
- 13 settembre - Olivier Echouafni, allenatore di calcio e ex calciatore francese
- 13 settembre - Andreas Mayer, allenatore di calcio e calciatore tedesco
- 13 settembre - Maurice Ntounou, ex calciatore della Repubblica del Congo
- 13 settembre - Parsa Pirouzfar, attore, regista teatrale e drammaturgo iraniano
- 13 settembre - Ketty Roselli, attrice e ballerina italiana († 2023)
- 14 settembre - Petra Bleisch Bouzar, islamista svizzera
- 14 settembre - Jens Deimel, ex sciatore nordico tedesco
- 14 settembre - Stauros Geōrgiou, ex calciatore cipriota
- 14 settembre - JT Money, rapper statunitense
- 14 settembre - Daryl Morey, dirigente sportivo statunitense
- 14 settembre - Peter Németh, allenatore di calcio e ex calciatore slovacco
- 14 settembre - Tomaso Tatti, dirigente sportivo, allenatore di calcio e ex calciatore italiano
- 14 settembre - David Vavruška, allenatore di calcio ceco
- 15 settembre - Max Arduini, cantautore italiano
- 15 settembre - Giovanni Bussei, pilota motociclistico italiano
- 15 settembre - Jimmy Carr, comico, attore e conduttore televisivo britannico
- 15 settembre - Kit Chan, cantante, attrice e scrittrice singaporiana
- 15 settembre - Kenta Fukasaku, regista, sceneggiatore e produttore cinematografico giapponese
- 15 settembre - Stephen Glass, giornalista statunitense
- 15 settembre - Angelika Kallio, supermodella finlandese
- 15 settembre - Tim Mack, ex astista statunitense
- 15 settembre - Letizia Ortiz, regina spagnola
- 15 settembre - Gianmarco Pozzecco, allenatore di pallacanestro e ex cestista italiano
- 15 settembre - Sulong Rosdee, ex calciatore e ex giocatore di calcio a 5 malese
- 15 settembre - John Schwab, attore e doppiatore statunitense
- 15 settembre - Holger Stark, farmacista tedesco
- 15 settembre - Giuseppe Vacciano, politico italiano
- 15 settembre - Alois Vogl, ex sciatore alpino tedesco
- 15 settembre - Kai Wegner, politico tedesco
- 16 settembre - Marco Anghileri, alpinista italiano († 2014)
- 16 settembre - Mark Bruener, ex giocatore di football americano statunitense
- 16 settembre - Ted Chronopoulos, ex calciatore statunitense
- 16 settembre - Dmitrij D'jačenko, regista russo
- 16 settembre - Sprent Dabwido, politico nauruano († 2019)
- 16 settembre - Mike Doyle, attore statunitense
- 16 settembre - Francisco Javier González Peña, ex calciatore spagnolo
- 16 settembre - Samo Gostiša, ex saltatore con gli sci sloveno
- 16 settembre - Ramon van Haaren, ex calciatore olandese
- 16 settembre - Tomomi Manako, pilota motociclistico giapponese
- 16 settembre - Rodrigo Pastore, ex cestista e allenatore di pallacanestro argentino
- 16 settembre - Vebjørn Rodal, ex mezzofondista norvegese
- 16 settembre - César Velásquez, ex calciatore paraguaiano
- 16 settembre - Daniele Vergnaghi, ex pallavolista italiano
- 17 settembre - Marco Croatti, politico italiano
- 17 settembre - Leandro Misuriello, bassista italiano († 2006)
- 17 settembre - Oana Pantelimon, ex altista rumena
- 17 settembre - Llewellyn Riley, ex calciatore barbadiano
- 18 settembre - Eric Chase Anderson, scrittore, illustratore e designer statunitense
- 18 settembre - Brigitte Becue, ex nuotatrice belga
- 18 settembre - Jean-Michel Capoue, ex calciatore francese
- 18 settembre - Julia Cencig, attrice austriaca
- 18 settembre - Leatitia Dalloz, ex sciatrice alpina francese
- 18 settembre - David Jefferies, pilota motociclistico britannico († 2003)
- 18 settembre - Michael Landes, attore statunitense
- 18 settembre - Vincenzo Marra, regista e sceneggiatore italiano
- 18 settembre - Éric Rabésandratana, allenatore di calcio e ex calciatore francese
- 18 settembre - Tamás Szekeres, ex calciatore ungherese
- 18 settembre - Jirō Takeda, ex calciatore giapponese
- 18 settembre - André Willms, ex canottiere tedesco
- 19 settembre - Serena Arrighi, politica italiana
- 19 settembre - Stephanie J. Block, attrice e cantante statunitense
- 19 settembre - Jim Druckenmiller, ex giocatore di football americano statunitense
- 19 settembre - Amy Frazier, ex tennista statunitense
- 19 settembre - N. K. Jemisin, scrittrice statunitense
- 19 settembre - Kristoffer Joner, attore norvegese
- 19 settembre - Tobias Kluckert, attore, doppiatore e conduttore radiofonico tedesco
- 19 settembre - Bolat Nijazymbetov, ex pugile kazako
- 19 settembre - Ulrich Ramé, allenatore di calcio e ex calciatore francese
- 19 settembre - Paolo Tagliavento, dirigente sportivo e ex arbitro di calcio italiano
- 20 settembre - Henning Baum, attore tedesco
- 20 settembre - Lázaro Borrell, ex cestista cubano
- 20 settembre - Scott Bowen, ex rugbista a 15 e allenatore di rugby a 15 australiano
- 20 settembre - Eddie Casiano, allenatore di pallacanestro e ex cestista portoricano
- 20 settembre - Francesco Costantino, ex lottatore italiano
- 20 settembre - Jonathan Gottschall, saggista statunitense
- 20 settembre - Stefania Guglielmino, ex calciatrice italiana
- 20 settembre - Giovanni Guidetti, allenatore di pallavolo italiano
- 20 settembre - Glenn Arne Hansen, ex calciatore norvegese
- 20 settembre - Vance Joseph, ex giocatore di football americano e allenatore di football americano statunitense
- 20 settembre - Meg, cantautrice e produttrice discografica italiana
- 20 settembre - Hom Nguyen, pittore francese
- 20 settembre - Godwin Okpara, ex calciatore nigeriano
- 20 settembre - Victor Ponta, politico rumeno
- 20 settembre - Ramon Tribulietx, allenatore di calcio e ex calciatore spagnolo
- 21 settembre - Olivia Bonamy, attrice francese
- 21 settembre - Randolph Childress, allenatore di pallacanestro, dirigente sportivo e ex cestista statunitense
- 21 settembre - Kevin Downes, attore, sceneggiatore e produttore cinematografico statunitense
- 21 settembre - Earl Kenneth Fernandes, vescovo cattolico statunitense
- 21 settembre - Tsuyoshi Furukawa, allenatore di calcio e ex calciatore giapponese
- 21 settembre - Liam Gallagher, cantautore britannico
- 21 settembre - Jon Kitna, ex giocatore di football americano statunitense
- 21 settembre - Hitoshi Morishita, allenatore di calcio e ex calciatore giapponese
- 21 settembre - David Silveria, musicista e batterista statunitense
- 21 settembre - Luca Vecchi, politico italiano
- 22 settembre - Dennis Allen, ex giocatore di football americano e allenatore di football americano statunitense
- 22 settembre - Matt Busch, artista e illustratore statunitense
- 22 settembre - Manuel Cardoni, allenatore di calcio e ex calciatore lussemburghese
- 22 settembre - Antonio Casanova, illusionista e personaggio televisivo italiano
- 22 settembre - Tony Diprose, ex rugbista a 15 e allenatore di rugby a 15 britannico
- 22 settembre - Eric Freire Gomes, ex calciatore brasiliano
- 22 settembre - Alessandro Frosini, ex cestista e dirigente sportivo italiano
- 22 settembre - Paris Inostroza, schermidore cileno
- 22 settembre - Lucio Pedercini, dirigente sportivo e ex pilota motociclistico italiano
- 22 settembre - Casey Puckett, allenatore di sci alpino, ex sciatore alpino e ex sciatore freestyle statunitense
- 22 settembre - Alexandre Rey, ex calciatore svizzero
- 22 settembre - Dana Vespoli, attrice pornografica e regista statunitense
- 23 settembre - Mariana Alves, giudice di tennis portoghese
- 23 settembre - Sam Bettens, cantante e musicista belga
- 23 settembre - Umaro Sissoco Embaló, politico e militare guineense
- 23 settembre - Luca Giacomin, ex arbitro di calcio a 5 italiano
- 23 settembre - Mateo Gil, sceneggiatore e regista spagnolo
- 23 settembre - Galit Gutman, modella e attrice israeliana
- 23 settembre - Chris Higgins, chitarrista statunitense
- 23 settembre - Todd Lindeman, ex cestista statunitense
- 23 settembre - Karl Pilkington, conduttore televisivo, conduttore radiofonico e attore britannico
- 23 settembre - Shim Eun-ha, attrice sudcoreana
- 23 settembre - Ignat Solzhenitsyn, compositore, direttore d'orchestra e docente russo
- 23 settembre - Radomír Vašek, ex tennista ceco
- 23 settembre - Debra Williams, ex cestista statunitense
- 24 settembre - Lluís Carreras, allenatore di calcio e ex calciatore spagnolo
- 24 settembre - Kate Fleetwood, attrice britannica
- 24 settembre - Pierre Amine Gemayel, politico libanese († 2006)
- 24 settembre - Jesse Hughes, musicista, chitarrista e cantautore statunitense
- 24 settembre - William Klinger, storico italiano († 2015)
- 24 settembre - Julie Lopes-Curval, regista e sceneggiatrice francese
- 24 settembre - Ernest Ndjissipou, ex maratoneta e mezzofondista centrafricano
- 24 settembre - Carlo Occhiena, ex velocista italiano
- 24 settembre - Olena Petrova, biatleta ucraina
- 24 settembre - Michał Probierz, allenatore di calcio e ex calciatore polacco
- 24 settembre - Vitalis Takawira, ex calciatore zimbabwese
- 24 settembre - Vanderlei Mazzuchini, ex cestista brasiliano
- 25 settembre - Panagiōtīs Giannopoulos, ex calciatore greco
- 25 settembre - Kim Grant, dirigente sportivo, allenatore di calcio e ex calciatore ghanese
- 25 settembre - Shem Kororia, ex mezzofondista e maratoneta keniota
- 25 settembre - Cristián Ariel Morales, ex calciatore argentino
- 25 settembre - Gaël Morel, attore, regista e sceneggiatore francese
- 25 settembre - Micki Piperno, chitarrista e compositore italiano
- 25 settembre - Valentina Popova, ex sollevatrice russa
- 25 settembre - Vsevolod Vladimirovič Zel'čenko, poeta e insegnante russo
- 26 settembre - Mohamed Benouza, arbitro di calcio algerino
- 26 settembre - Preston Burpo, allenatore di calcio e ex calciatore statunitense
- 26 settembre - Piergiorgio De Felice, ex nuotatore italiano
- 26 settembre - Jason Derlatka, compositore statunitense
- 26 settembre - Gabriela Lena Frank, pianista e compositrice statunitense
- 26 settembre - Patrick Johnson, ex velocista australiano
- 26 settembre - Caitlin Keats, attrice statunitense
- 26 settembre - Alessio Lega, cantautore italiano
- 26 settembre - Didier Menard, dirigente d'azienda e ex calciatore haitiano
- 26 settembre - Alan Neilson, allenatore di calcio e ex calciatore gallese
- 26 settembre - Beto O'Rourke, politico statunitense
- 26 settembre - Matteo Panichi, ex cestista e preparatore atletico italiano
- 26 settembre - Alfonso Pérez, allenatore di calcio e ex calciatore spagnolo
- 26 settembre - Bruce Soord, cantautore, polistrumentista e produttore discografico britannico
- 26 settembre - Shawn Stockman, cantante statunitense
- 26 settembre - Masayuki Suzuki, batterista giapponese
- 27 settembre - Jafal Rashed Al-Kuwari, ex calciatore qatariota
- 27 settembre - Chris Avellone, autore di videogiochi e informatico statunitense
- 27 settembre - Ángel Casero, ex ciclista su strada spagnolo
- 27 settembre - Sylvia Crawley, ex cestista e allenatrice di pallacanestro statunitense
- 27 settembre - Marko Dolenc, ex biatleta e fondista sloveno
- 27 settembre - Aljaksej Fëdaraŭ, scacchista bielorusso
- 27 settembre - Clara Hughes, ex ciclista su strada, pistard e ex pattinatrice di velocità su ghiaccio canadese
- 27 settembre - Tatiana Kutlíková, biatleta e fondista slovacca
- 27 settembre - Bibian Mentel, snowboarder olandese († 2021)
- 27 settembre - Gwyneth Paltrow, attrice, imprenditrice e cantante statunitense
- 27 settembre - Giuseppina Princi, politica italiana
- 27 settembre - Martín Saban, regista cinematografico argentino
- 27 settembre - Jorge Salcedo, allenatore di calcio e ex calciatore statunitense
- 27 settembre - Lhasa de Sela, cantautrice statunitense († 2010)
- 27 settembre - Dmitrij Vjaz'mikin, ex calciatore russo
- 27 settembre - Dewayne Washington, ex giocatore di football americano statunitense
- 28 settembre - Pero Blaževski, ex cestista e allenatore di pallacanestro macedone
- 28 settembre - Cathy Caverzasio, ex tennista italiana
- 28 settembre - Marco De Risi, doppiatore e direttore del doppiaggio italiano
- 28 settembre - Omar Diallo, ex calciatore senegalese
- 28 settembre - Carl Ellsworth, sceneggiatore statunitense
- 28 settembre - Henry Koto, ex calciatore salomonese
- 28 settembre - Kevin MacLeod, compositore e produttore discografico statunitense
- 28 settembre - Claudemir Vítor Marques, ex calciatore brasiliano
- 28 settembre - Milena Pavlović, attrice serba
- 28 settembre - Werner Schlager, tennistavolista austriaco
- 28 settembre - Michael Senft, ex canoista tedesco
- 28 settembre - Tamaki Serizawa, pilota motociclistico giapponese
- 28 settembre - Dita von Teese, modella, showgirl e ballerina statunitense
- 29 settembre - Samir Aboud, ex calciatore libico
- 29 settembre - Heléne Björklund, politica e insegnante svedese
- 29 settembre - Fabiola Bologna, politica italiana
- 29 settembre - Luis Fernández Gutiérrez, ex calciatore spagnolo
- 29 settembre - Chiara Geronzi, giornalista italiana
- 29 settembre - Jörgen Jönsson, ex hockeista su ghiaccio svedese
- 29 settembre - Chiaki Kon, regista e animatrice giapponese
- 29 settembre - Jamal Mashburn, ex cestista statunitense
- 29 settembre - Jon Eirik Ødegaard, ex calciatore norvegese
- 29 settembre - Joakim Olsson, ex calciatore svedese
- 29 settembre - Simone Paganini, teologo italiano
- 29 settembre - Núria Prims, attrice spagnola
- 29 settembre - Robert Webb, comico, attore e scrittore britannico
- 30 settembre - Jamal Anderson, ex giocatore di football americano statunitense
- 30 settembre - Ari Behn, scrittore danese († 2019)
- 30 settembre - John Campbell, bassista statunitense
- 30 settembre - Bruno Carotti, ex calciatore francese
- 30 settembre - Nikola Dimitrov, diplomatico e politico macedone
- 30 settembre - Maki Haneta, ex calciatrice giapponese
- 30 settembre - Sjarhej Hurėnka, dirigente sportivo, allenatore di calcio e ex calciatore bielorusso
- 30 settembre - Andrea Malchiodi, matematico e fisico italiano